# Pfeiffera miyagawae
Pfeiffera miyagawae là một loài thực vật có hoa trong họ Cactaceae. Loài này được Barthlott & Rauh miêu tả khoa học đầu tiên năm 1987.